# Bruce (Wisconsin)
Bruce és una població dels Estats Units a l'estat de Wisconsin. Segons el cens del 2000 tenia 787 habitants.

## Demografia
Segons el cens del 2000, Bruce tenia 787 habitants, 384 habitatges, i 213 famílies. La densitat de població era de 132,7 habitants per km².
Dels 384 habitatges en un 20,1% hi vivien nens de menys de 18 anys, en un 43,2% hi vivien parelles casades, en un 9,4% dones solteres, i en un 44,5% no eren unitats familiars. En el 41,1% dels habitatges hi vivien persones soles el 24,7% de les quals corresponia a persones de 65 anys o més que vivien soles. El nombre mitjà de persones vivint en cada habitatge era de 2,05 i el nombre mitjà de persones que vivien en cada família era de 2,73.
Per edats la població es repartia de la següent manera: un 21,2% tenia menys de 18 anys, un 6% entre 18 i 24, un 22% entre 25 i 44, un 23,5% de 45 a 60 i un 27,3% 65 anys o més.
L'edat mediana era de 46 anys. Per cada 100 dones de 18 o més anys hi havia 81,3 homes.
La renda mediana per habitatge era de 26.250 $ i la renda mediana per família de 34.861 $. Els homes tenien una renda mediana de 29.732 $ mentre que les dones 20.917 $. La renda per capita de la població era de 15.226 $. Aproximadament el 4,9% de les famílies i el 9,5% de la població estaven per davall del llindar de pobresa.

## Poblacions més properes
El següent diagrama mostra les poblacions més properes.